# Евбуко андійський
Евбуко андійський (Eubucco bourcierii) — вид дятлоподібних птахів родини бородаткових (Capitonidae).

## Поширення
Вид поширений в Центральній та Південній Америці. Трапляється в Коста-Риці, Панамі, Колумбії, Еквадорі, на заході Венесуели, на північному заході Перу.

## Опис
Птахи вагою 34 г. Самці мають червоне чоло, лише тонка чорна лінія проходить вздовж основи дзьоба. Лицьова маска чорна. Горло і груди червоні. На шиї є вузька біла смуга. Черево жовто-помаранчеве. Нижня частина живота жовта. Спина оливково-зелена. Криючі крил темно-зелені з синюватим відтінком.
Оперення самиць настільки відрізняється від самців, що їх спершу описали як самостійний вид. Лоб і вузька смуга нижче дзьоба чорні. Верх голови та вузька лінія над чорною лицьовою маскою світло-блакитного кольору. Решта верху голови зеленуватого кольору, з помаранчевою смужкою на шиї. Верх тіла оливково-зелений, нижня частина тіла жовтувата.

## Спосіб життя
Живе у підліску тропічного дощового лісу або вторинного лісу. Живиться фруктами, переважно бананами, рідше комахами. У Коста-Риці сезон розмноження припадає на період з березня по червень, в Колумбії — на період з грудня по квітень. Кладка складається з двох-п'яти яєць білого кольору. Обидва батьківські птахи по черзі інкубують яйця протягом дня, а самиця сидить на гнізді протягом ночі. Інкубація триває 15 днів. Пташенята повністю оперуються через 31 день.